# Сонячний окунь звичайний
Сонячний окунь звичайний, або царьок (Lepomis gibbosus) — риба родини центрархових, ряду центрархоподібних (Centrarchiformes).

## Будова
Завдовжки може сягати до 40 см, вага — до 0,6 кг, в річках України не перевищує 20 см. Тіло високе, досить яскраво забарвлене. Спина зеленувато-оливкова, по боках помаранчеві плями та темні смуги, черево жовте. Тіло та голова вкрита великою кількістю зелених та червоних плям, губи блакитні, плавці жовті. Самець має «вушка» — чорні з червоною облямівкою, у самиці вони червонувато-жовті.

## Розповсюдження та спосіб життя

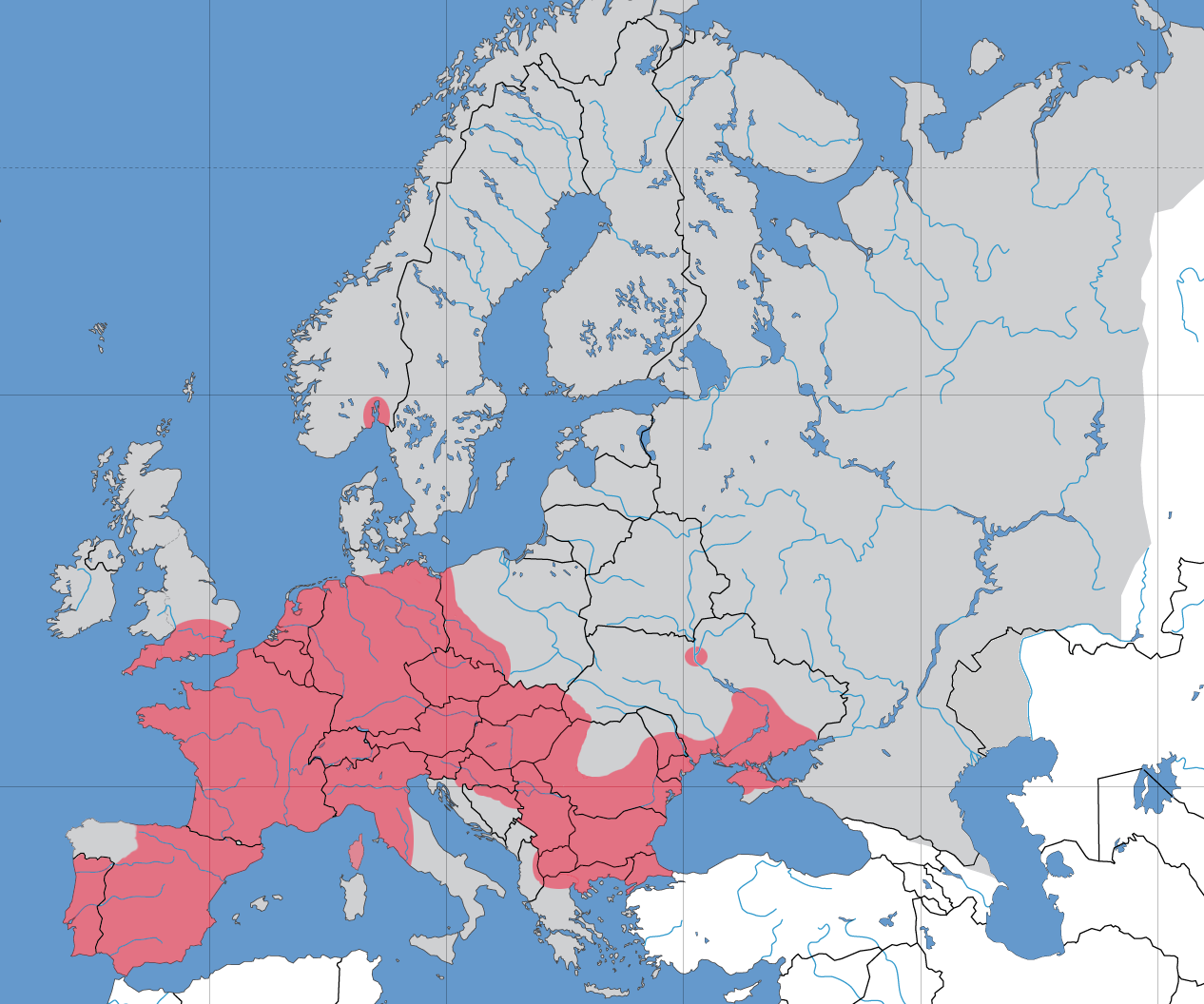
Карта поширення сонячного окуня звичайного в Європі

Розповсюджений у водоймах Північної Америки від Вашингтону і Орегону на Тихоокеанському узбережжі до Джорджії на Атлантичному узбережжі; найпоширеніший у північно-східній частині США. Ареал охоплює регіони від Нью-Брансвіка на півночі до Південної Кароліни на півдні, також у центральній частині Північної Америки, в штатах Айова і Пенсільванія.
Акліматизувався в Європі та Азії. В Україні ареал охоплює пониззя річок, що впадають у Чорне море, зустрічається також в озерах Києва, зокрема, в о. Алмазне. Вважається, що був заведений до Європи акваріумістами в середині XIX століття, в подальшому потрапив у природне середовище.
У Північній Америці зазвичай зустрічається у невеликих ставках та озерах, в Україні — в річках та озерах на невеликій глибині, у заростях водної рослинності. Влітку тримається у поверхневих шарах води.
Малорухливий. Живиться молоддю риб, ікрою, різноманітними безхребетними.

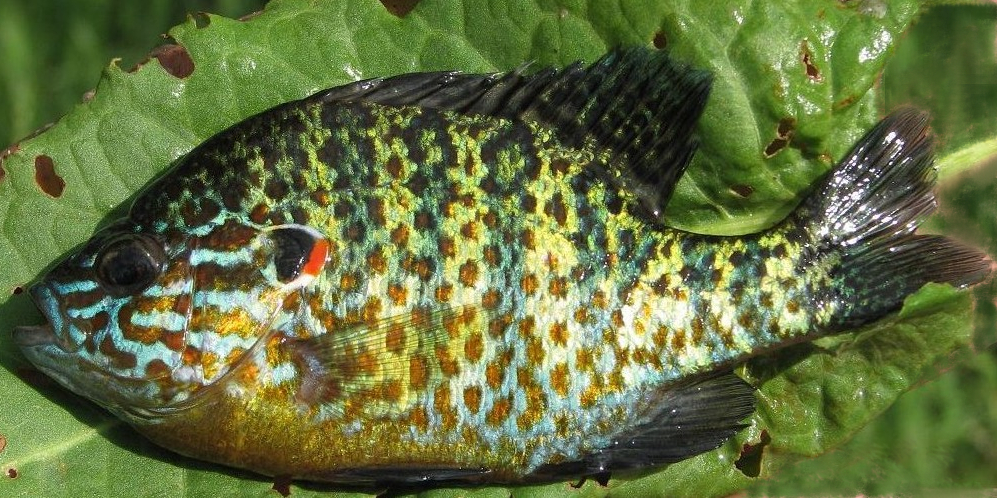

## Розмноження
Статевої зрілості досягають у 2 роки. Нерест з кінця травня до кінця липня. Самець риє на дні ямку, в яку самиця відкладає ікру, плодючість — близько 1000 ікринок. Після цього самець охороняє та доглядає ікру та личинок, що з'являються. Личинки виходять через 2 доби, через 5 діб мальки починають плавати.

## Значення
Промислового значення не має, вважається шкідливою рибою, оскільки знищує молодь цінних промислових риб.
Є популярним об'єктом розведення у акваріумах. Виростає до 10 см. Під час нересту стає агресивним.